# Остриков, Владимир Николаевич
Владимир Николаевич Остриков (бел. Уладзімір Мікалаевіч Вострыкаў; 21 февраля 1976, Минск — 11 февраля 2025) — белорусский футболист, полузащитник.

## Биография
Начал заниматься футболом в 7 лет в СДЮШОР-5 Минска. Первый тренер — Игорь Васильевич Ждан. Выступал за юношеские сборные СССР, СНГ и Белоруссии, был игроком молодёжной сборной.
11 февраля 2025 года было объявлено о смерти Острикова в возрасте 48 лет. Похоронен в Минске на Лесном кладбище.

## Клубная карьера
Профессиональную карьеру начал в 1993 году в минском «Динамо», в котором за 7 сезонов трижды становился чемпионом Белоруссии. 1997 год провёл в российском клубе «Черноморец», за который сыграл 22 матча и забил 2 гола. Под конец игры за «Динамо» трижды отдавался в аренды: однажды в «Томь» (2001) и дважды в «Белшину» (2000 и 2001). С последней в 2002 году подписал контракт на постоянной основе. Через год перешёл в «Торпедо-СКА». С 2005 по 2007 год выступал за «Витебск». Следующие два сезона провёл в минском «Локомотиве». Карьеру завершил в 2010 году в клубе «Звезда-БГУ», в котором позднее выполнял роль помощника главного тренера.

## Достижения

### «Динамо» (Минск)
- Чемпион Белоруссии: 1993/94, 1994/95, 1995
- Обладатель Кубка Белоруссии: 1993/94

### «Белшина»
- Чемпион Белоруссии: 2001
- Обладатель Кубка Белоруссии: 2000/01